# ريتشارد إل. الكسندر
ريتشارد إل. الكسندر (بالإنجليزية: Richard L. Alexander)‏ (22 يوليو 1914 بغرانت بارك في الولايات المتحدة - 19 أبريل 1993) هو ملاكم أمريكي.